# 三ツ石駅
三ツ石駅（みついしえき）は、熊本県合志市須屋にある熊本電気鉄道菊池線の駅である。駅番号はKD15。駅名の表記には「ツ」を小書きにした「三ッ石駅」も用いられる。
21世紀初の新駅でもある。

## 歴史
- 2001年（平成13年）2月25日：駅開業。
- 2015年（平成27年）4月1日：交通系ICカード「熊本地域振興ICカード（くまモンのIC CARD）」に対応[1]。
- 2019年（令和元年）10月1日：駅ナンバリング導入[2]。

## 駅構造

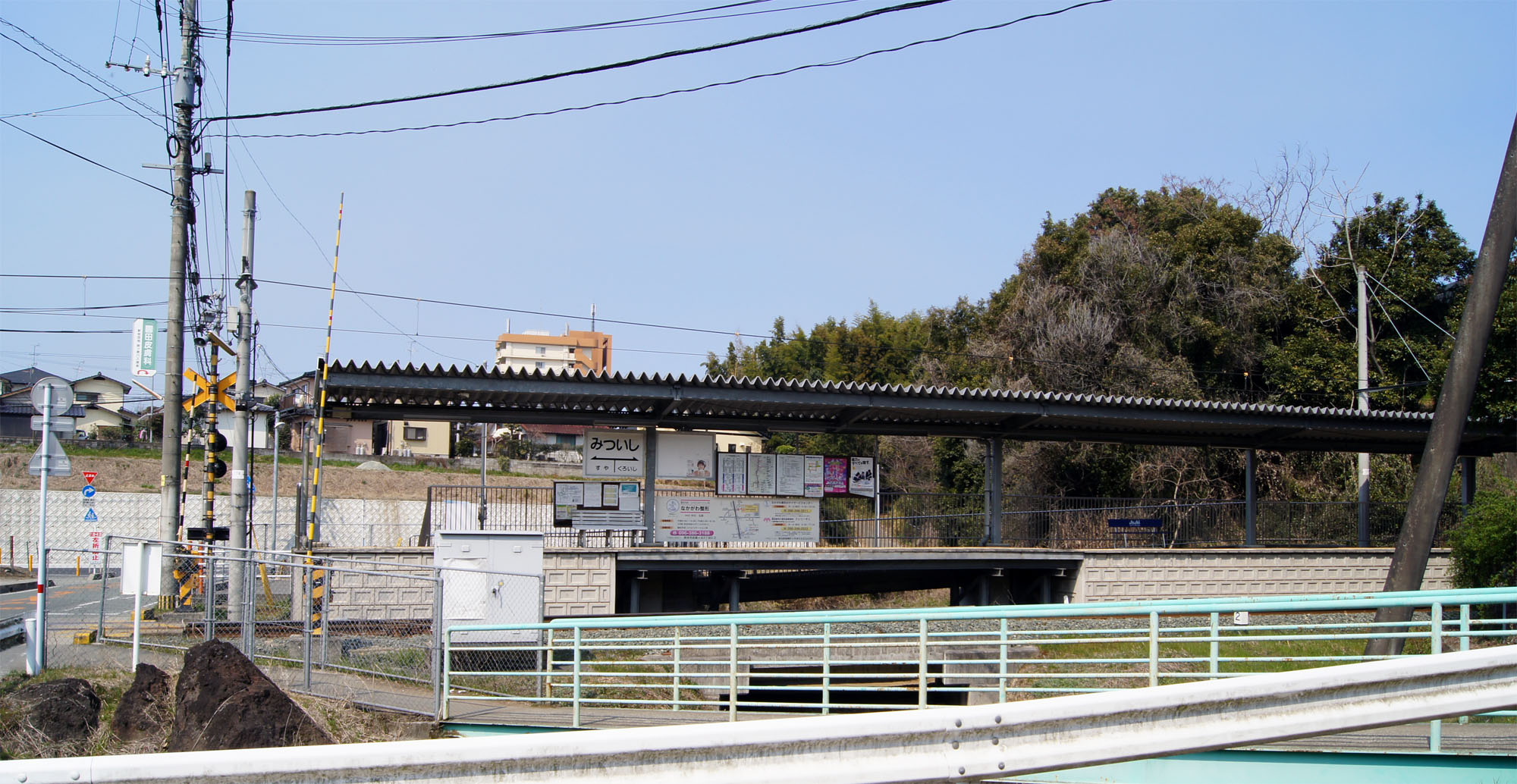
駅東側から撮影

国道387号改良事業に伴う路線変更時に開設された。単式ホーム1面1線の棒線地上駅である。無人駅で駅舎はなく雨除けのみ。駅の頭上を九州自動車道が通過するため、ホームの一部がトンネル内に設置されている。
ICカード読み取り機（入場機のみ）はホームに設置。

## 利用状況
| 年度   | 1日平均 乗車人員 | 1日平均 乗降人員 |
| ------ | ---------------- | ---------------- |
| 2012年 |                  | 320              |
| 2013年 |                  | 347              |
| 2014年 | 262              | 384              |
| 2015年 |                  | 323              |
| 2016年 |                  | 345              |
| 2017年 |                  | 358              |
| 2018年 |                  | 292              |

## 駅周辺
- 合志市立西合志東小学校
- 合志市立西合志南小学校
- 合志市立西合志南中学校
- 国道387号
- 上須屋郵便局

## 利用可能なバス路線
- 「黒石下」 または 「南小学校前」 - 電鉄バス

国道387号上。徒歩5分。
- 「西合志バスストップ」- 九州産交バス、西鉄バスほか

九州自動車道上のバス停。徒歩8分。当駅開業時にバス停の移転が検討されたが実現しなかった。
熊本電鉄の電車と高速バス「ひのくに号」を当駅で乗り継ぐセット乗車券がで販売されている。そのため、当駅には西合志BSの高速バス時刻表と行き先の案内図がある。

## 駅名の由来
駅近隣に新興住宅地として造成されている三ツ石地区（合志市須屋字三ツ石の一帯）が由来。三ツ石地区は当駅が開業するまでは交通機関がバス（熊本電鉄バス「三ツ石」バス停）しか無く、また当駅は三ツ石地区の開発・分譲の他に住民の利便性の向上も目的として開業したため、駅名もバス停と同じく「三ツ石」と命名された。

## 隣の駅
熊本電気鉄道
■菊池線
須屋駅（KD14） - 三ツ石駅（KD15） - 黒石駅（KD16）